# Titanic Engineers' Memorial

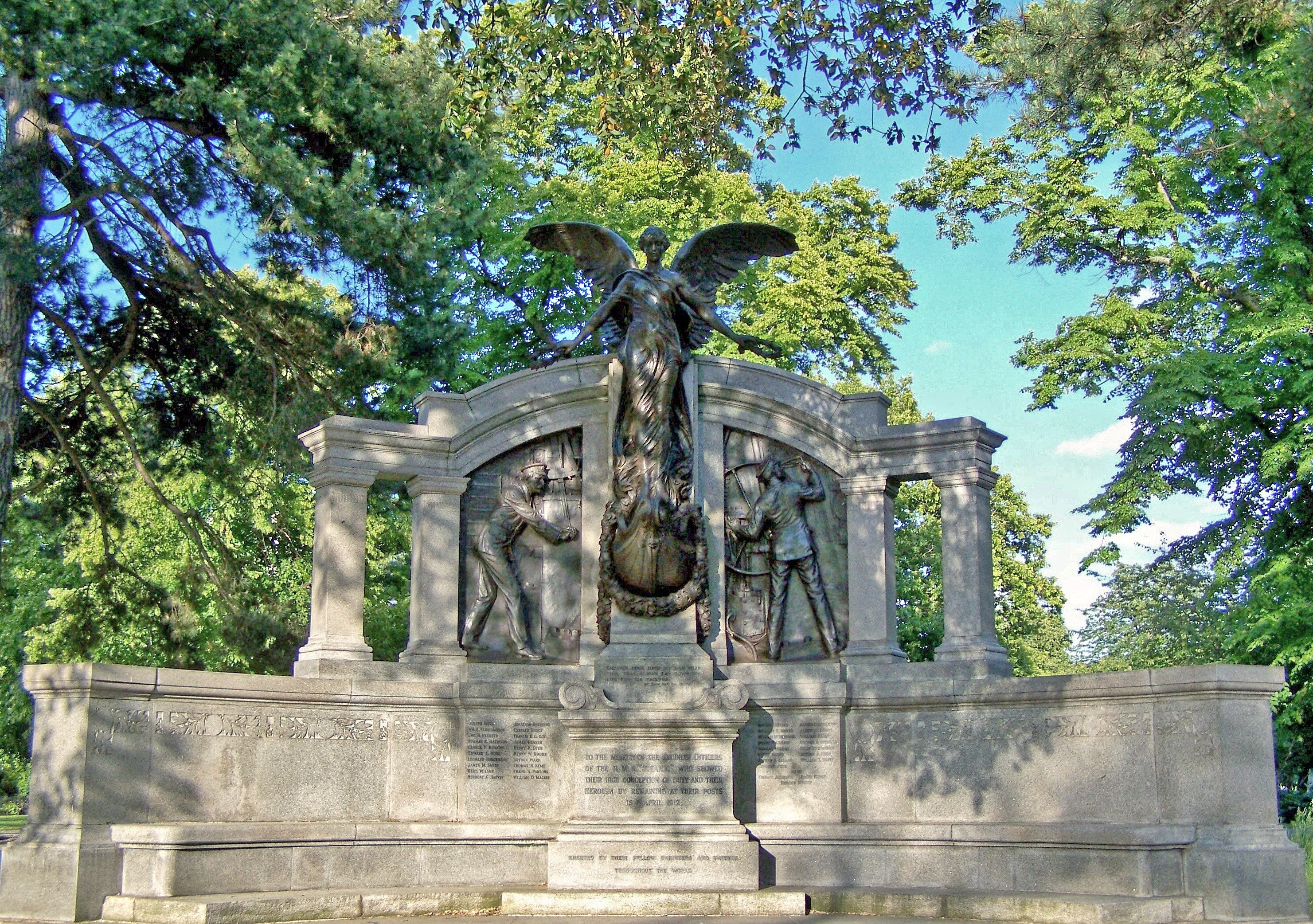
Il Titanic Engineers' Memorial

Il Titanic Engineers' Memorial è una statua in bronzo e granito, eretta nell'Andrews Park di Southampton, in Inghilterra, in onore a 35 macchinisti che persero la vita nel naufragio del RMS Titanic, avvenuto nella notte tra il 14 ed il 15 aprile 1912. Il memoriale venne inaugurato nel pomeriggio del 22 aprile 1914 da Sir Archibald Denny, il presidente dell′Institute of Marine Engineers. All'evento parteciparono oltre centomila persone.

## Storia e caratteristiche

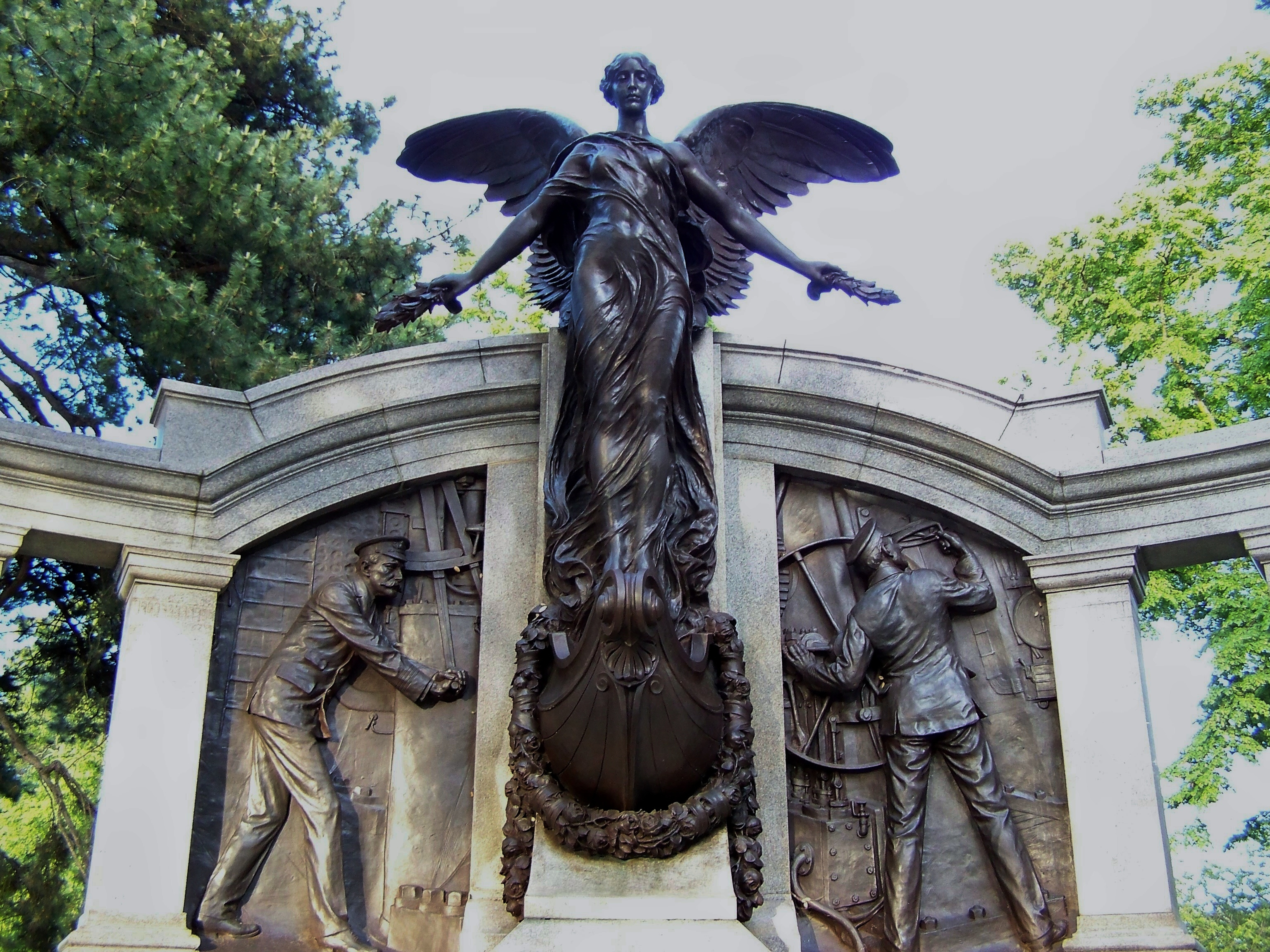
Statua della dea Nike e bassorilievi raffiguranti gli ufficiali di macchina

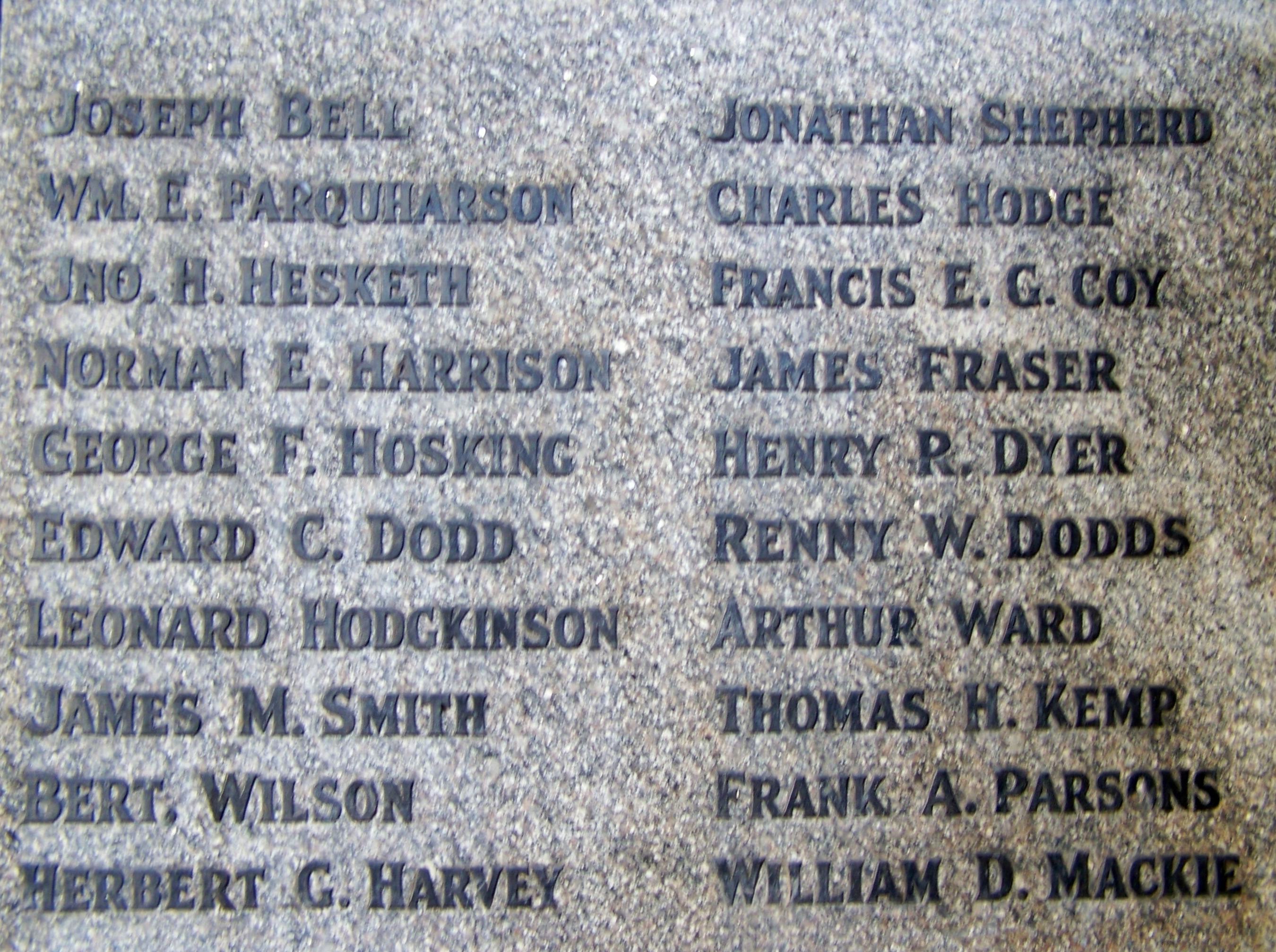
Elenco dei macchinisti che perirono sul Titanic

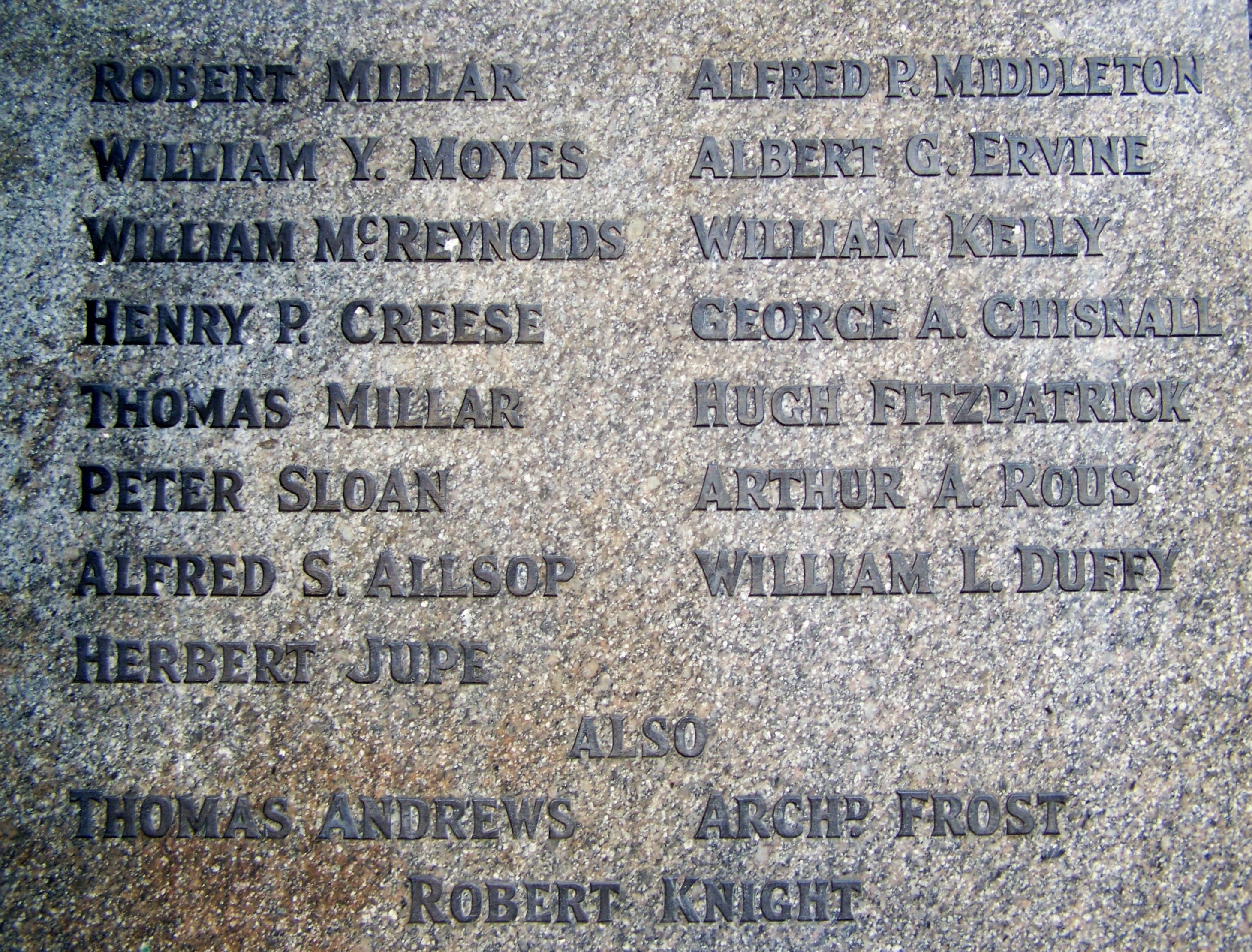
Elenco dei macchinisti che perirono sul Titanic

Il memoriale è stato progettato e costruito dalla Whitehead & Son of the Imperial Works, mentre la statua di bronzo rappresentante Nike, la dea della vittoria e della Gloria, è opera dello scultore triestino Romeo Rathmann. Il memoriale venne restaurato nel 2010.
La statua principale raffigura la Gloria che si erge sulla prua di una nave e che protende entrambe le mani. La statua è posta su una corona d'alloro destinata ai due ufficiali di macchina, eseguiti in bassorilievo, posti leggermente più in basso. Sotto la statua di Nike vi è un'iscrizione sulla pietra, che recita: